# José María Firpo

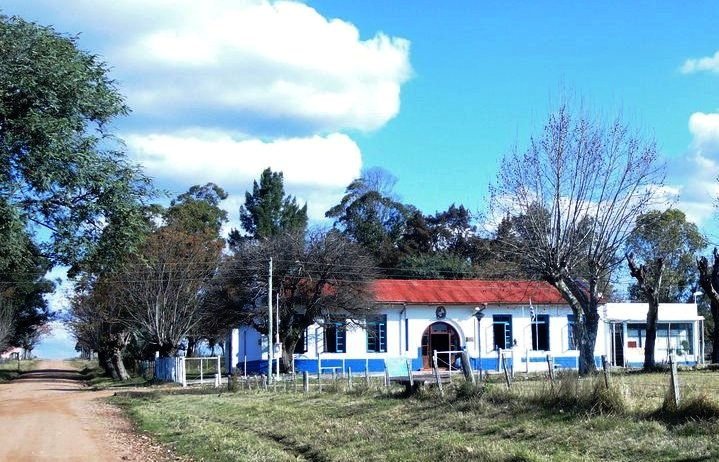
La escuela rural "José María Firpo" en Piñera.

José María Firpo Álvarez (Villa Elisa (actual Piñera), Paysandú, 13 de octubre de 1916 - 27 de agosto de 1979) fue un maestro y escritor uruguayo. Dedicó varios libros a recopilar frases y textos humorísticos de sus alumnos de primaria, con edades entre 8 y 12 años.

## Biografía
Nació en Villa Elisa, antiguo nombre de la localidad de Piñera (departamento de Paysandú), donde vivió hasta 1933. Allí concurrió a la Escuela N.º 17, entre 1924 y 1930. Estudió magisterio en Montevideo y se graduó en 1938. Fue maestro efectivo en la escuela 37 del Cerrito de la Victoria desde 1950 y cinco años después en la Escuela Portugal de Ciudad Vieja, donde se retiró en 1971.
Durante ese período hacía circular entre sus colegas un ejemplar manuscrito de edición única y con ilustraciones propias, al que titulaba El portugués, aunque también lo publicó con otros títulos alusivos a la segunda escuela como El lusitano y El portugués Tageblatt. En 1971 una selección de sus textos apareció en la La educación del pueblo, publicación de la Unión del Magisterio.
Publicó varios libros en los que recopiló dichos y escritos de sus alumnos, con frases que se caracterizan por el humor. Su intención, además de la humorística, fue la de exponer carencias infantiles a la hora de asimilar conocimientos o fallas de los maestros en impartirlos. Según el propio Firpo y su viuda María Blanca «Lily» Vives, comenzó a recopilar escritos de alumnos en los años 1950 o antes.
El maestro y escritor Luis Neira dijo sobre su trabajo: 

«recogió, recreando a veces, ocurrencias emanadas de la clase en base a las equívocas interpretaciones, o defectuosas formas de procesar las enseñanzas impartidas por parte de los niños, que denotan a su vez fallas en la forma de impartir los conocimientos.»

Su serie de tres libros El humor en la escuela fue publicada por Arca en 1975, 1976 y 1977. Ediciones de la Flor publicó en Buenos Aires ¡Qué porquería es el glóbulo!, La mosca es un incesto y Los indios eran muy penetrantes. Se realizaron varias adaptaciones teatrales de sus textos en Argentina y Uruguay, a cargo de directores como los uruguayos Luis Cerminara, Carlos Aguilera y Omar Ostuni y los argentinos Francisco Javier y Manuel González Gil. En 1978 publicó El Uruguay y sus visitantes (1926 – 1967). En 1994 se publicó en forma póstuma Historias de Villa Elisa, donde relata vivencias de su pueblo natal.
También dibujaba viñetas que ilustran los diálogos que mantenía con sus alumnos. Salvo algún dibujo puntual, como en la edición de El Diario del 21 de marzo de 1978, sólo unas pocas ilustraciones suyas fueron publicadas, en forma póstuma, gracias a su viuda y en ediciones de reducido tiraje: en 1994 en Maestro ¿en qué mes son las vacaciones de julio? y en 1997 en El portugués Tageblatt.
Falleció en 1979. En 1992 el Parlamento uruguayo denominó a la escuela 17 de Piñera con su nombre.
En 2017 la Biblioteca Nacional publicó el libro Los dibujos del maestro Firpo, que recopila sus dibujos, la mayoría inéditos. La selección, el estudio previo y la edición estuvieron a cargo de  Alfredo Alzugarat, con la participación de Pablo Thiago Rocca.

## Obras
- El humor en la escuela 1 (Arca, Montevideo, 1975, ISBN 997-440-096-1)
- El humor en la escuela 2 (Arca, Montevideo, 1976)
- ¡Qué porquería es el glóbulo! (Ediciones de la Flor, Buenos Aires, 1976, ISBN 950-515-526-3)
- El humor en la escuela 3 (Arca, Montevideo, 1977)
- La mosca es un incesto (Calicanto, Octavo Sello, Buenos Aires, 1978, ISBN 978-997-440-095-5)
- Los indios eran muy penetrantes (Calicanto, Octavo Sello, Buenos Aires, 1979)
- El Uruguay y sus visitantes (1926 – 1967) (Fundación de Cultura Universitaria, Montevideo, 1978)
- La sólida e inesperada muerte de Solís (Arca, Montevideo, 1980, ISBN 997-440-459-2, Calicanto, Buenos Aires, 1980)
- Historias de Villa Elisa (Cal y Canto, Montevideo, 1994)
- Maestro ¿en qué mes son las vacaciones de julio? (Arca, Montevideo, 1994) incluye ilustraciones
- El portugués Tageblatt (Arca, Montevideo, 1997) incluye ilustraciones